# Список чемпионов Pancrase
Ниже приведён список чемпионов организации Pancrase — японского промоутера профессиональных боёв по смешанным единоборствам — называемых «Королями Панкрейса». Весовые категории приведены согласно старых правил (первая строка) и в текущих рамках (вторая строка), принятых 30 января 2008 года.

## Чемпионы в тяжёлом весе
90 — 100 кг (199 — 221 фунт)
93 — 120 кг (206 — 265 фунтов)
| №                                   | Имя                                 | Дата                                   | Место получения | Защиты                                                                                            |
| ----------------------------------- | ----------------------------------- | -------------------------------------- | --------------- | ------------------------------------------------------------------------------------------------- |
| 1                                   | Ёсики Такахаси поб. Кацухису Фудзии | 1 декабря 2001 года Pancrase — Proof 7 | Иокогама        | - поб. Цуёси Одзаву 27 июля 2003 года на «Pancrase — 2003 Neo-Blood Tournament, Round 1» ( Токио) |
| Позже Такахаси отказался от титула. |                                     |                                        |                 |                                                                                                   |
| 2                                   | Кестутис Арбочюс поб. Поай Сугануму | 27 августа 2006 года Pancrase — Blow 6 | Иокогама        |                                                                                                   |
| Позже Арбоциус отказался от титула. |                                     |                                        |                 |                                                                                                   |
| 3                                   | Асуэриу Силва поб. Тацую Мидзуно    | 30 мая 2007 года Pancrase — Rising 5   | Токио           |                                                                                                   |
| Позже Силва отказался от титула.    |                                     |                                        |                 |                                                                                                   |

## Чемпионы в полутяжёлом весе
82 — 90 кг (181 — 198 фунтов)
84 — 93 кг (186 — 205 фунтов)
| №                                                                     | Имя                                 | Дата                                                   | Место получения | Защиты |
| --------------------------------------------------------------------- | ----------------------------------- | ------------------------------------------------------ | --------------- | --- |
| 1                                                                     | Кэйитиро Ямамия поб. Икухису Минову | 24 сентября 2000 года Pancrase — 2000 Anniversary Show | Иокогама        | |
| В феврале 2001 года Ямамия отказался от титула.                       |                                     |                                                        |                 | |
| 2                                                                     | Санаэ Кикута поб. Икухису Минову    | 30 сентября 2001 года Pancrase — Blow 6                | Иокогама        | - нич. с Юки Кондо 18 мая 2003 года на «Pancrase — Hybrid 5» ( Иокогама)                                                                                              |
| 3                                                                     | Юки Кондо                           | 30 ноября 2003 года Pancrase — Hybrid 10               | Токио           | - поб. Дайдзиро Мацуи 27 августа 2006 года на «Pancrase — Blow 6» ( Иокогама)                                                                                         |
| В декабре 2007 года Кондо отказался от титула, перейдя в средний вес. |                                     |                                                        |                 | |
| 4                                                                     | Рё Кавамура поб. Кеиитиро Ямамию    | 1 октября 2008 года Pancrase — Shining 8               | Токио           | - поб. Сюнсукэ Иноуэ 6 декабря 2009 года на «Pancrase — Changing Tour 8» ( Токио) - нич. с Юдзи Сакураги 5 декабря 2010 года на «Pancrase — Passion Tour 11» ( Токио) |

## Чемпионы в среднем весе
75 — 82 кг (165,7 — 180 фунтов)
78 — 84 кг (171 — 185 фунтов)
| № | Имя                                                            | Дата                                                   | Место получения | Защиты |
| --- | -------------------------------------------------------------- | ------------------------------------------------------ | --------------- | --- |
| 1 | Нейт Марквардт поб. Шони Картера                               | 24 сентября 2000 года Pancrase — 2000 Anniversary Show | Иокогама        | - нич. с Киуму Куниоку 4 декабря 2000 года на «Pancrase — Trans 7» ( Токио) - поб. Юдзи Хосино 30 октября 2001 года на «Pancrase — Proof 6» ( Токио) |
| 2 | Киума Куниоку                                                  | 1 декабря 2001 года Pancrase — Proof 7                 | Иокогама        | |
| 3 | Нейт Марквардт (2)                                             | 21 декабря 2002 года Pancrase — Spirit 9               | Токио           | - поб. Идзуру Такэюти 8 марта 2003 года на «Pancrase — Hybrid 3» ( Токио)                                                                            |
| 4 | Рикарду Алмейда                                                | 30 ноября 2003 года Pancrase — Hybrid 10               | Токио           | |
| Титул стал вакантным в июле 2004 года после того, как Алмейда отказался от него.                                              |                                                                |                                                        |                 | |
| 5 | Нейт Марквардт (3) поб. Кадзуо Мисаки                          | 7 ноября 2004 года Pancrase — Brave 10                 | Тиба            | - поб. Идзуру Такэюти 1 мая 2005 года на «Pancrase — Spiral 4» ( Иокогама)                                                                           |
| Титул стал вакантным в октябре 2006 года после того, как Марквардт подписал контракт с UFC.                                   |                                                                |                                                        |                 | |
| 6 | Юити Наканиси поб. Идзуру Такэюти                              | 2 декабря 2006 года Pancrase — Blow 10                 | Токио           | |
| 7 | Идзуру Такэути                                                 | 28 ноября 2007 года Pancrase — Rising 9                | Токио           | - нич. с Такэнори Сато 8 августа 2009 года на «Pancrase — Changing Tour 4» ( Токио)                                                                  |
| В январе 2008 года действующий чемпион в полутяжёлом весе Юки Кондо перешёл в средний вес и был объявлен временным чемпионом. |                                                                |                                                        |                 | |
| | Юки Кондо получил титул временного чемпиона                    | январь 2008 года                                       |                 | |
| 8 | Итиро Канаи поб. Изуру Такэюти                                 | 6 декабря 2009 года Pancrase — Changing Tour 8         | Токио           | |
| 9 | Юки Кондо поб. Итиро Канаи в бою за титул бесспорного чемпиона | 29 апреля 2010 года Pancrase — Passion Tour 4          | Токио           | - нич. с Юдзи Хисамацу 4 июля 2010 года на «Pancrase — Changing Tour 6» ( Токио)                                                                     |
| 10 | Рикухэй Фудзии                                                 | 5 декабря 2010 года Pancrase — Passion Tour 11         | Токио           | |

## Чемпионы в полусреднем весе
69 — 75 кг (152,5 — 165,7 фунтов)
71 — 77 кг (156 — 170 фунтов)
| № | Имя                                                                     | Дата                                                          | Место получения | Защиты |
| --- | ----------------------------------------------------------------------- | ------------------------------------------------------------- | --------------- | --- |
| 1 | Киума Куниоку поб. Такафуми Ито                                         | 28 июля 2002 года Pancrase — 2002 Neo-Blood Tournament        | Токио           | - поб. Хироки Нагаока 29 сентября 2002 года на «Pancrase — 2002 Anniversary Show» ( Иокогама) - поб. Кэнити Сиридзава 30 ноября 2003 года на «Pancrase — Hybrid 10» ( Токио) |
| В сентябре 2004 года Куниоку отказался от титула. На 1 мая 2005 года был назначен титульный бой между Кацуей Иноуэ и Сатору Китаокой, однако последний получил за месяц до поединка травму и был заменён Кендзи Араи. Иноуэ был объявлен временным чемпионом. |                                                                         |                                                               |                 | |
| | Кацуя Иноуэ объявлен временным чемпионом ввиду травмы соперника         | 1 мая 2005 года Pancrase — Spiral 4                           | Иокогама        | - поб. Кэндзи Араи 1 мая 2005 года на «Pancrase — Spiral 4» ( Иокогама) - нич. с Сатору Китаокой 26 января 2006 года на «Pancrase — Blow 1» ( Токио)                         |
| 2 | Дайдзо Исигэ поб. Кацую Иноуэ в бою за титул бесспорного чемпиона       | 27 августа 2006 года Pancrase — Blow 6                        | Иокогама        | |
| Исигэ получил травму и не мог провести защиту титула. Тогда был назначен бой между Кацуей Иноуэ и Фабрицио Насцименто за титул временного чемпиона. |                                                                         |                                                               |                 | |
| | Кацуя Иноуэ поб. Фабрицио Насцименто в бою за титул временного чемпиона | 27 июля 2007 года Pancrase — 2007 Neo-Blood Tournament Finals | Токио           | |
| Исигэ отказался от защиты титула и был назначен бой за титул между Кацуей Иноуэ и Сатору Китаокой. |                                                                         |                                                               |                 | |
| 3 | Кацуя Иноуэ поб. Сатору Китаоку                                         | 30 января 2008 года Pancrase — Shining 1                      | Токио           | |
| Титул стал вакантным после того, как Иноуэ перешёл в лёгкий вес. |                                                                         |                                                               |                 | |
| | Такуя Вада поб. Джейсона Палашеса в бою за титул временного чемпиона    | 27 апреля 2008 года Pancrase — Shining 3                      | Токио           | |
| 4 | Такуя Вада поб. Масахиро Торю в бою за титул бесспорного чемпиона       | 7 декабря 2008 года Pancrase — Shining 10                     | Токио           | - поб. Томоёси Ивамию 5 апреля 2009 года на «Pancrase — Changing Tour 2» ( Токио)                                                                                            |
| Титул стал вакантным после того, как Вада отказался от него. |                                                                         |                                                               |                 | |
| 5 | Кэнго Ура поб. Кэйитиру Ямамию                                          | 5 июня 2010 года Pancrase — Passion Tour 5                    | Токио           | |
| 6 | Такэнори Сато                                                           | 6 февраля 2011 года Pancrase — Impressive Tour 1              | Токио           | - поб. Содзиро Оруи 5 июня 2011 года на «Pancrase — Impressive Tour 5» ( Токио)                                                                                              |

## Чемпионы в лёгком весе
64 — 69 кг (141,4 — 152,5 фунтов)
66 — 70 кг (146 — 155 фунтов)
| №                                                                                                 | Имя                                 | Дата                                           | Место получения | Защиты                                                                                |
| ------------------------------------------------------------------------------------------------- | ----------------------------------- | ---------------------------------------------- | --------------- | ------------------------------------------------------------------------------------- |
| 1                                                                                                 | Сёдзи Маруяма поб. Артура Умаханова | 30 января 2000 года Pancrase — Shining 1       | Токио           |                                                                                       |
| В июле 2008 года Маруяма отказался от титула.                                                     |                                     |                                                |                 |                                                                                       |
| 2                                                                                                 | Кацуя Иноуэ поб. Кодзи Оиси         | 7 декабря 2008 года Pancrase — Shining 10      | Токио           | - поб. Дайсукэ Ханадзаву 1 февраля 2009 года на «Pancrase — Changing Tour 1» ( Токио) |
| 3                                                                                                 | Максимо Бланко                      | 8 августа 2009 года Pancrase — Changing Tour 4 | Токио           |                                                                                       |
| В апреле 2011 года Бланко отказался от титула ввиду невозможности проведения защиты из-за травмы. |                                     |                                                |                 |                                                                                       |
| 4                                                                                                 | Кодзи Оиси поб. Дайсукэ Ханасаву    | 3 мая 2011 года Pancrase — Impressive Tour 4   | Токио           |                                                                                       |

## Чемпионы в полулёгком весе
менее 64 кг (141,4 фунта)
61 — 66 кг (136 — 145 фунтов)
| №                                              | Имя                                                                      | Дата                                              | Место получения | Защиты |
| ---------------------------------------------- | ------------------------------------------------------------------------ | ------------------------------------------------- | --------------- | ------ |
| 1                                              | Ёсиро Маэда поб. Дайки Хату                                              | 27 августа 2006 года Pancrase — Blow 6            | Иокогама        |        |
| 4 октября 2008 года Маэда отказался от титула. |                                                                          |                                                   |                 |        |
| 2                                              | Марлон Сандру поб. Масаю Такиту                                          | 26 октября 2008 года Pancrase — Shining 9         | Токио           |        |
|                                                | Такуми Накаяма поб. Тономари Каномату в бою за титул временного чемпиона | 4 сентября 2011 года Pancrase — Impressive Tour 9 | Токио           |        |

## Чемпионы в легчайшем весе
ранее отсутствовал
57 — 61 кг (126 — 135 фунтов)
| № | Имя                             | Дата                                                 | Место получения | Защиты |
| - | ------------------------------- | ---------------------------------------------------- | --------------- | --- |
| 1 | Манабу Иноуэ поб. Сэию Кавахару | 7 декабря 2008 года Pancrase — Shining 10            | Токио           | - поб. Тасиро Нисиюити 5 сентября 2010 года на «Pancrase — Passion Tour 8» ( Токио) - поб. Сэию Кавахару 3 мая 2011 года на «Pancrase — Impressive Tour 4» ( Токио) |
| 2 | Синтаро Исиватари               | 3 декабря 2011 года Pancrase — Impressive Tour Final | Токио           | |

## Чемпионы в супернаилегчайшем весе
до декабря 2011 года вес назывался «наилегчайшим» (flyweight)
121 — 125 фунтов
| № | Имя                                | Дата                                          | Место получения | Защиты |
| - | ---------------------------------- | --------------------------------------------- | --------------- | --- |
| 1 | Мицухиса Сунабэ поб. Такую Эидзуми | 7 июня 2009 года Pancrase — Changing Tour 3   | Токио           | - поб. Исао Хиросэ 25 октября 2009 года на «Pancrase — Changing Tour 6» ( Токио) |
| 2 | Киётака Симидзу                    | 7 февраля 2010 года Pancrase — Passion Tour 1 | Токио           | - поб. Исао Хиросэ 4 июля 2010 года на «Pancrase — Passion Tour 6» ( Токио) - нич. с Мицухисой Сунабэ 5 декабря 2010 года на «Pancrase — Passion Tour 11» ( Токио) - поб. Мицухису Сунабэ 5 июня 2011 года на «Pancrase — Impression Tour 5» ( Токио) - нич. с Сэйдзи Одзукой 28 января 2012 года на «Pancrase — Progress Tour 1» ( Токио) - поб. Юки Ясунагу 1 декабря 2012 года на «Pancrase — Progress Tour 14» ( Токио) |

## Чемпионы в наилегчайшем весе
до 120 фунтов
| № | Имя             | Дата                                                 | Место получения | Защиты |
| - | --------------- | ---------------------------------------------------- | --------------- | ------ |
| 1 | Мицухиса Сунабэ | 3 декабря 2011 года Pancrase — Impressive Tour Final | Токио           |        |

## Чемпионки в легчайшем весе
до 135 фунтов
| № | Имя                         | Дата                                            | Место получения | Защиты |
| - | --------------------------- | ----------------------------------------------- | --------------- | ------ |
| 1 | Рин Накаи поб. Даниэль Уест | 1 декабря 2012 года Pancrase — Progress Tour 14 | Токио           |        |

## Чемпионы в упразднённых категориях

### Чемпионы в открытом весе
без ограничений
| № | Имя                                                                 | Дата                                                        | Место получения | Защиты |
| --- | ------------------------------------------------------------------- | ----------------------------------------------------------- | --------------- | --- |
| 1 | Кен Шемрок поб. Манабу Ямаду                                        | 17 декабря 1994 года Pancrase — King of Pancrase Tournament | Токио           | - поб. Баса Рюттена 10 марта 1995 года на «Pancrase — Eyes Of Beast 2» ( Иокогама)                                                                                            |
| 2 | Минору Судзуки                                                      | 13 мая 1995 года Pancrase — Eyes Of Beast 4                 | Токио           | |
| 3 | Бас Рюттен                                                          | 1 сентября 1995 года Pancrase — 1995 Anniversary Show       | Токио           | |
| | Фрэнк Шемрок поб. Минору Судзуки в бою за титул временного чемпиона | 28 января 1996 года Pancrase — Truth 1                      | Иокогама        | |
| 3 | Бас Рюттен поб. Фрэнка Шемрока в бою за титул бесспорного чемпиона  | 16 мая 1996 года Pancrase — Truth 5                         | Токио           | - поб. Масакацу Фунаки 7 сентября 1996 года на «Pancrase — 1996 Anniversary Show» ( Ураясу)                                                                                   |
| Титул стал вакантным в октябре 1996 года после того, как Рюттен отказался от защиты по семейным обстоятельствам. Для выявления нового чемпиона был проведён турнир среди четырёх бойцов.                         |                                                                     |                                                             |                 | |
| 4 | Масакацу Фунаки поб. Джейсона ДеЛюцию                               | 15 декабря 1996 года Pancrase — Truth 10                    | Токио           | |
| 5 | Юки Кондо                                                           | 27 апреля 1997 года Pancrase — Alive 4                      | Ураясу          | - поб. Джейсона ДеЛюцию 6 сентября 1997 года на «Pancrase — 1997 Anniversary Show» ( Ураясу)                                                                                  |
| 6 | Масакацу Фунаки (2)                                                 | 20 декабря 1997 года Pancrase — Alive 11                    | Иокогама        | |
| 7 | Гай Мезгер                                                          | 26 апреля 1998 года Pancrase — Advance 5                    | Иокогама        | - поб. Рюси Янагисаву 14 сентября 1998 года на «Pancrase — 1998 Anniversary Show» ( Токио) - поб. Юки Кондо 19 декабря 1998 года на «Pancrase — Advance 12» ( Тиба)           |
| Титул стал вакантным в феврале 1999 года после того, как Мезгер отказался проводить защиту титула против Сэмми Схилта из-за своего выступления в UFC. Вместо него в бою за титул с Схилтом участвовал Юки Кондо. |                                                                     |                                                             |                 | |
| 8 | Юки Кондо (2) поб. Сэмми Схилта                                     | 18 апреля 1999 года Pancrase — Breakthrough 4               | Иокогама        | - поб. Киуму Куниоку 18 сентября 1999 года на «Pancrase — 1999 Anniversary Show» ( Тиба)                                                                                      |
| 9 | Сэмми Схилт                                                         | 28 ноября 1999 года Pancrase — Breakthrough 10              | Осака           | - поб. Ёсики Такахаси 30 апреля 2000 года на «Pancrase — Trans 3» ( Иокогама) - поб. Осами Сибую 24 сентября 2000 года на «Pancrase — 2000 Anniversary Show» ( Иокогама)      |
| Титул стал вакантным в июле 2003 года после того, как Схилт отказался проводить защиту титула против Джоша Барнетта. Вместо него в бою за титул с Барнеттом участвовал Юки Кондо.                                |                                                                     |                                                             |                 | |
| 10 | Джош Барнетт поб. Юки Кондо                                         | 31 августа 2003 года Pancrase — 10th Anniversary Show       | Токио           | - поб. Ёсики Такахаси 13 октября 2003 года на «NJPW — Ultimate Crush II» ( Токио) - поб. Сэмми Схилта 31 декабря 2003 года на «Inoki Bom-Ba-Ye 2003 — Inoki Festival» ( Кобе) |

### Чемпионы в супертяжёлом весе
Свыше 100,5 кг (свыше 221 фунта)
| №                                                                            | Имя                              | Дата                                   | Место получения | Защиты |
| ---------------------------------------------------------------------------- | -------------------------------- | -------------------------------------- | --------------- | ------ |
| 1                                                                            | Цуёси Косака поб. Рона Уотермена | 7 ноября 2004 года Pancrase — Brave 10 | Токио           |        |
| Титул стал вакантным в январе 2006 после того, как Косака отказался от него. |                                  |                                        |                 |        |